# القادم الغريب (مسلسل)
القادم الغريب، مسلسل سعودي، إنتاج 2004.
في إطار رومانسي درامي يصور المسلسل احداث ثلاث أسر يقمن في الرياض والكويت وسوريا حيث الغوض في اعماق النفس البشرية بطريقة شفافة وما يحدث من أمور واحداث عائلية بين أفراد هؤلاء الأسر.

## بطولة
محمد المنصور بدور : (حمزة)
- محمد العيسى بدور: (عسّاف)
- أحمد الهذيل بدور: (راضي)
- محمد المنيع
- ليلى السلمان بدور: (أصايل)
- أمينة القفاص بدور: (أم راضي)
- فاطمة عبد الرحيم بدور: (نجود)
- خالد تاجا بدور: (بديع)
- ليلى سمور بدور: (جمانة)
- روعة ياسين بدور: (وعد)
- عبد العزيز السكيرين بدور: (عامر)
- فيصل الجبر بدور: (أسامة)
- فهد الركف بدور: (زياد)
- محمد التكروني بدور: (حسن)
- هزار سليمان بدور: (وئام)
- يوسف اليوسف بدور: (حمود)